# Volleyball-Europameisterschaft der Frauen 2009
Die Volleyball-Europameisterschaft der Frauen 2009 fand vom 25. September bis 4. Oktober 2009 in Polen statt. Europameister wurde Italien, das im gesamten Turnier nur zwei Sätze verlor und damit seinen Titel verteidigen konnte. Die deutsche Mannschaft verpasste im Spiel um Platz drei gegen die Gastgeber eine Medaille.

## Modus
Das Turnier begann mit einer Vorrunde in vier Gruppen (A–D) mit je vier Mannschaften. Die besten drei Teams jeder Gruppe erreichten die zweite Runde. Dort wurden zwei Sechsergruppen (E und F) gebildet, wobei die Ergebnisse aus den direkten Duellen der ersten Runde übernommen wurden. Die beiden besten Mannschaften der beiden Gruppen erreichten das Halbfinale, wobei das Los entschied, welcher Gruppensieger auf welchen Gruppenzweiten traf. Die Verlierer der Halbfinals spielten um den dritten Platz, die Sieger ermittelten im Endspiel den neuen Europameister.

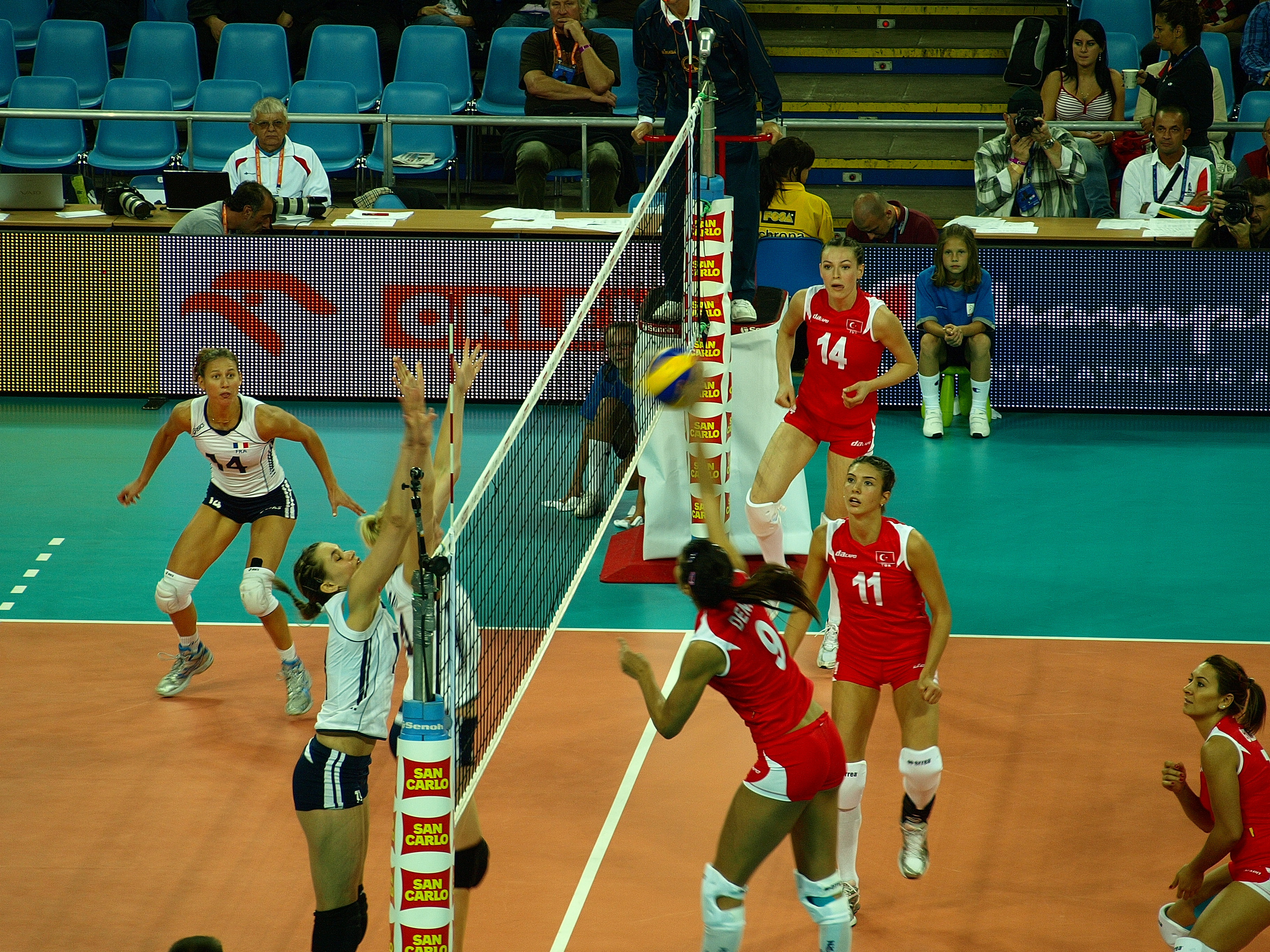
Türkei gegen Frankreich

## Spielplan

### Erste Runde
In Gruppe A schafften die Niederlande ohne Satzverlust den Gruppensieg vor den Gastgebern. Spanien sicherte sich mit einem knappen Sieg gegen Kroatien im letzten Spiel den dritten Platz. Die deutschen Frauen mussten in ihrem ersten Spiel gegen Italien eine 0:3-Niederlage hinnehmen. Anschließend gelang ihnen jedoch ein Erfolg gegen Frankreich und gegen die Türkei gewannen sie nach 1:2-Rückstand noch, so dass sie den zweiten Platz der Gruppe hinter den ungeschlagenen Italienerinnen belegten. Russland musste erst im letzten Spiel der Gruppe B gegen Belgien zwei Sätze abgegeben. Die Belgierinnen waren zuvor bereits gegen Bulgarien erst im Tiebreak unterlegen und erreichten als Gruppendritter die nächste Runde. In der Tabelle der Gruppe D wiesen hinter dem souveränen Sieger Serbien drei Teams vier Punkte und das identische Satzverhältnis auf, so dass der Ballpunktquotient zu Gunsten von Aserbaidschan und Tschechien entscheiden musste.
| Gruppe A in Łódź |             |       |        |       |
| Platz            | Team        | Sätze | Punkte | BPQ   |
| 1.               | Niederlande | 9:0   | 6      | 1,607 |
| 2.               | Polen       | 6:5   | 5      | 1,083 |
| 3.               | Spanien     | 5:8   | 4      | 0,862 |
| 4.               | Kroatien    | 2:9   | 3      | 0,746 |

| Gruppe B in Breslau |             |       |        |       |
| Platz               | Team        | Sätze | Punkte | BPQ   |
| 1.                  | Italien     | 9:1   | 6      | 1,285 |
| 2.                  | Deutschland | 6:6   | 5      | 0,989 |
| 3.                  | Türkei      | 5:6   | 4      | 1,004 |
| 4.                  | Frankreich  | 2:9   | 3      | 0,804 |

| 25. September | Niederlande | Kroatien    | 3:0 |
|               | Spanien     | Polen       | 2:3 |
| 26. September | Polen       | Kroatien    | 3:0 |
|               | Spanien     | Niederlande | 0:3 |
| 27. September | Polen       | Niederlande | 0:3 |
|               | Kroatien    | Spanien     | 2:3 |

| 25. September | Türkei      | Frankreich  | 3:0 |
|               | Italien     | Deutschland | 3:0 |
| 26. September | Italien     | Türkei      | 3:0 |
|               | Deutschland | Frankreich  | 3:1 |
| 27. September | Frankreich  | Italien     | 1:3 |
|               | Deutschland | Türkei      | 3:2 |

| Gruppe C in Bydgoszcz |           |       |        |       |
| Platz                 | Team      | Sätze | Punkte | BPQ   |
| 1.                    | Russland  | 9:2   | 6      | 1,421 |
| 2.                    | Bulgarien | 6:6   | 5      | 0,956 |
| 3.                    | Belgien   | 7:7   | 4      | 0,964 |
| 4.                    | Belarus   | 2:9   | 3      | 0,804 |

| Gruppe D in Kattowitz |               |       |        |       |
| Platz                 | Team          | Sätze | Punkte | BPQ   |
| 1.                    | Serbien       | 9:0   | 6      | 1,406 |
| 2.                    | Aserbaidschan | 5:8   | 4      | 0,971 |
| 3.                    | Tschechien    | 5:8   | 4      | 0,954 |
| 4.                    | Slowakei      | 5:8   | 4      | 0,847 |

| 25. September | Belgien   | Belarus   | 3:1 |
|               | Bulgarien | Russland  | 0:3 |
| 26. September | Bulgarien | Belgien   | 3:2 |
|               | Russland  | Belarus   | 3:0 |
| 27. September | Belarus   | Bulgarien | 1:3 |
|               | Russland  | Belgien   | 3:2 |

| 25. September | Aserbaidschan | Serbien       | 0:3 |
|               | Slowakei      | Tschechien    | 3:2 |
| 26. September | Slowakei      | Aserbaidschan | 2:3 |
|               | Tschechien    | Serbien       | 0:3 |
| 27. September | Serbien       | Slowakei      | 3:0 |
|               | Tschechien    | Aserbaidschan | 3:2 |

### Zweite Runde
Die Niederlande blieben an den ersten beiden Spieltagen der Gruppe E gegen die Konkurrenten aus der Vorrunden-Gruppe C weiterhin ohne Satzverlust. Den Polinnen gelangen ebenfalls zwei Siege. Russland konnte gegen die Niederlande zwar in Führung gehen, unterlag jedoch mit 2:3 und verpasste somit das Halbfinale, da Polen anschließend Bulgarien besiegte und den zweiten Platz belegte.
In Gruppe F setzte Italien seinen Siegeszug fort und war auch gegen die Gegner der Zwischenrunde jeweils in drei Sätzen erfolgreich. Die deutschen Frauen gewannen nach dem Sieg gegen Tschechien das entscheidende Spiel gegen den WM-Dritten Serbien im Tiebreak. Mit dem klaren Erfolg gegen Aserbaidschan erreichte die DVV-Auswahl schließlich als Gruppenzweiter das Halbfinale.
| Gruppe E in Łódź |             |       |        |       |
| Platz            | Team        | Sätze | Punkte | BPQ   |
| 1.               | Niederlande | 15:2  | 10     | 1,304 |
| 2.               | Polen       | 12:8  | 9      | 1,059 |
| 3.               | Russland    | 12:9  | 8      | 1,086 |
| 4.               | Bulgarien   | 7:12  | 7      | 0,924 |
| 5.               | Spanien     | 7:14  | 6      | 0,877 |
| 6.               | Belgien     | 7:15  | 5      | 0,865 |

| Gruppe F in Kattowitz |               |       |        |       |
| Platz                 | Team          | Sätze | Punkte | BPQ   |
| 1.                    | Italien       | 15:0  | 10     | 1,307 |
| 2.                    | Deutschland   | 12:7  | 9      | 1,201 |
| 3.                    | Türkei        | 11:8  | 8      | 1,027 |
| 4.                    | Serbien       | 9:9   | 7      | 0,955 |
| 5.                    | Tschechien    | 3:14  | 6      | 0,814 |
| 6.                    | Aserbaidschan | 3:15  | 5      | 0,816 |

| 29. September | Spanien     | Russland    | 1:3 |
|               | Niederlande | Bulgarien   | 3:0 |
|               | Polen       | Belgien     | 3:1 |
| 30. September | Bulgarien   | Spanien     | 3:1 |
|               | Russland    | Polen       | 1:3 |
|               | Belgien     | Niederlande | 0:3 |
| 1. Oktober    | Spanien     | Belgien     | 3:2 |
|               | Niederlande | Russland    | 3:2 |
|               | Polen       | Bulgarien   | 3:1 |

| 29. September | Italien       | Aserbaidschan | 3:0 |
|               | Deutschland   | Tschechien    | 3:0 |
|               | Türkei        | Serbien       | 3:1 |
| 30. September | Tschechien    | Italien       | 0:3 |
|               | Serbien       | Deutschland   | 2:3 |
|               | Aserbaidschan | Türkei        | 1:3 |
| 1. Oktober    | Italien       | Serbien       | 3:0 |
|               | Deutschland   | Aserbaidschan | 3:0 |
|               | Türkei        | Tschechien    | 3:0 |

### Finalrunde
Alle Spiele der Finalrunde fanden in Łódź statt. Im ersten Halbfinale setzten sich die Niederländerinnen wie bereits in der Vorrunde gegen Gastgeber Polen durch. Anschließend musste die deutsche Mannschaft erneut gegen die Italienerinnen antreten, denen sie bereits zum Auftakt des Turniers unterlegen war. Auch im Halbfinale setzte sich Italien durch und erreichte das Endspiel. Dort fiel die Entscheidung erneut in drei Sätzen. Deutschland verlor zuvor das Spiel um den dritten Platz gegen die Mannschaft des Gastgebers.
|  | Halbfinale 3. Oktober | Halbfinale 3. Oktober |             |   | Finale 4. Oktober | Finale 4. Oktober |
|  |                       |                       |             |   |                   |                   |
|  | Niederlande           | 3                     |             |   |                   |                   |
|  | Polen                 | 1                     |             |   |                   |                   |
|  |                       |                       |             |   |                   |                   |
|  |                       |                       |             |   |                   |                   |
|  | Niederlande           | 0                     |             |   |                   |                   |
|  |                       | Italien               | 3           |   |                   |                   |
|  |                       |                       |             |   |                   |                   |
|  | Platz 3 4. Oktober    |                       |             |   |                   |                   |
|  |                       |                       | Polen       | 3 |                   |                   |
|  | Italien               | 3                     | Deutschland | 0 |                   |                   |
|  | Deutschland           | 1                     |             |   |                   |                   |

## Endstände
| Rang                     | Team          | Punkte      | Sätze       | BPQ         |
| Finalrunden              | Finalrunden   | Finalrunden | Finalrunden | Finalrunden |
| ------------------------ | ------------- | ----------- | ----------- | ----------- |
| 1                        | Italien       |             |             |             |
| 2                        | Niederlande   |             |             |             |
| 3                        | Polen         |             |             |             |
| 4                        | Deutschland   |             |             |             |
| Aus in der zweiten Runde |               |             |             |             |
| 5                        | Türkei        | 8           | 11:08       | 1,027       |
| 6                        | Russland      | 8           | 12:09       | 1,086       |
| 7                        | Serbien       | 7           | 09:09       | 0,955       |
| 8                        | Bulgarien     | 7           | 07:12       | 0,924       |
| 9                        | Spanien       | 6           | 07:14       | 0,877       |
| 10                       | Tschechien    | 6           | 03:14       | 0,814       |
| 11                       | Belgien       | 5           | 07:15       | 0,865       |
| 12                       | Aserbaidschan | 5           | 03:15       | 0,816       |
| Aus in der ersten Runde  |               |             |             |             |
| 13                       | Slowakei      | 4           | 05:08       | 0,847       |
| 14                       | Frankreich    | 3           | 02:09       | 0,804       |
| 14                       | Belarus       | 3           | 02:09       | 0,804       |
| 16                       | Kroatien      | 3           | 02:09       | 0,746       |

Deutschland spielte mit: Kathleen Weiß, Heike Beier, Maren Brinker, Lenka Dürr, Sabrina Roß, Christiane Fürst, Corina Ssuschke, Kathy Radzuweit, Margareta Kozuch, Anne Matthes, Sarah Petrausch, Lena Möllers, Lisa Thomsen und Kerstin Tzscherlich. Trainer war Giovanni Guidetti.

## Auszeichnungen

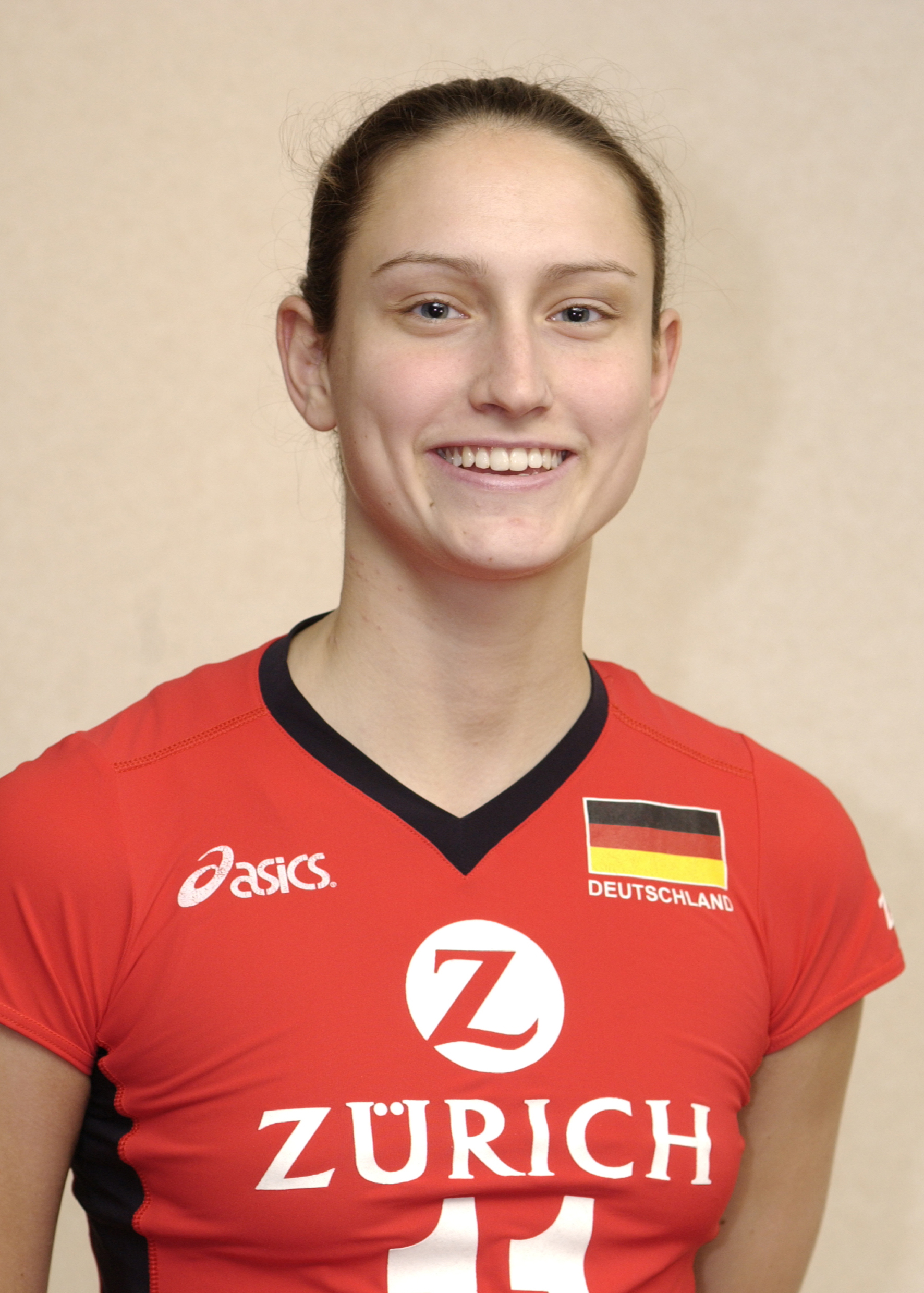
Christiane Fürst

Deutschland verpasste eine Medaille, konnte aber mit Kozuch, Fürst und Tzscherlich drei individuelle Auszeichnungen gewinnen. Der neue Europameister Italien ist ebenfalls mit drei Spielerinnen in der Bestenliste vertreten, aber als wertvollste Spielerin wurde eine Akteurin des unterlegenen Finalisten auserkoren. Gastgeber Polen war vor allem beim Aufschlag erfolgreich.
| Wertvollste Spielerin (MVP) | Manon Flier              | Niederlande |
| Beste Scorerin              | Margareta Kozuch         | Deutschland |
| Beste Angreiferin           | Simona Gioli             | Italien     |
| Beste Blockerin             | Christiane Fürst         | Deutschland |
| Beste Aufschlägerin         | Agnieszka Bednarek-Kasza | Polen       |
| Beste Libera                | Paola Cardullo           | Italien     |
| Beste Zuspielerin           | Eleonora Lo Bianco       | Italien     |
| Beste Annahmespielerin      | Kerstin Tzscherlich      | Deutschland |

## Spielstätten
Die Spiele wurden in Łódź, Breslau, Bydgoszcz und Kattowitz ausgetragen. Die Atlas Arena in Łódź war unter anderem bereits Austragungsort für Weltliga-Spiele und bot als größte Spielstätte der Europameisterschaft Platz für 13.400 Zuschauer. Die Jahrhunderthalle in Breslau wurde 1913 zum hundertjährigen Jubiläum der Völkerschlacht bei Leipzig errichtet und steht seit 2006 auf der Liste des UNESCO-Welterbes. Bei der EM konnten 7.000 Zuschauer in dem historischen Gebäude die Spiele verfolgen. Die 8.000 Zuschauer fassende Mehrzweckhalle Łuczniczka ist Heimstätte zweier Volleyballvereine und Schauplatz diverser internationaler Volleyballwettbewerbe. In der Spodek in Kattowitz, die 12.000 Zuschauern Platz bietet, fanden bereits zahlreiche unterschiedliche Sportwettbewerbe und Konzerte statt.

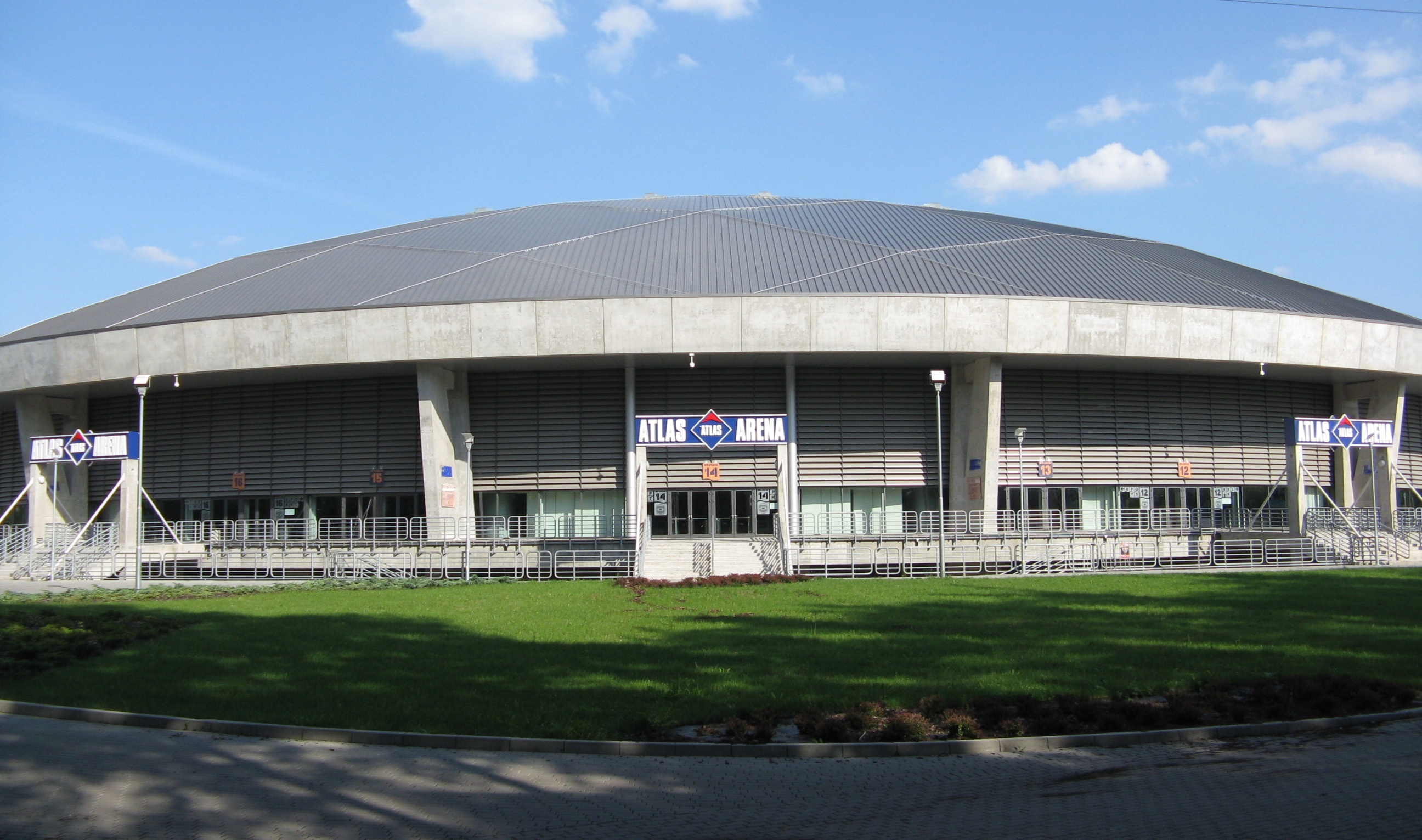
Atlas Arena
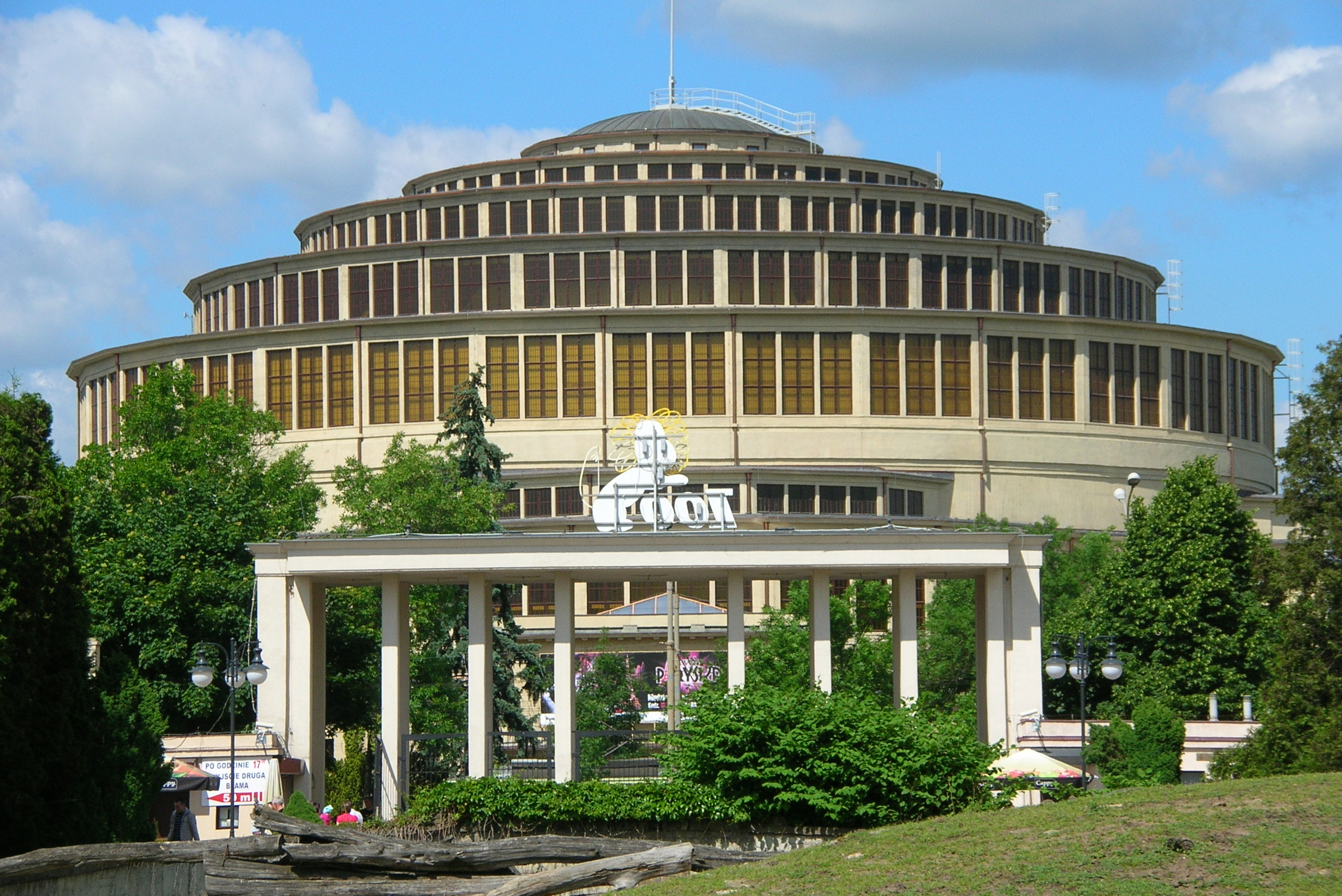
Jahrhunderthalle
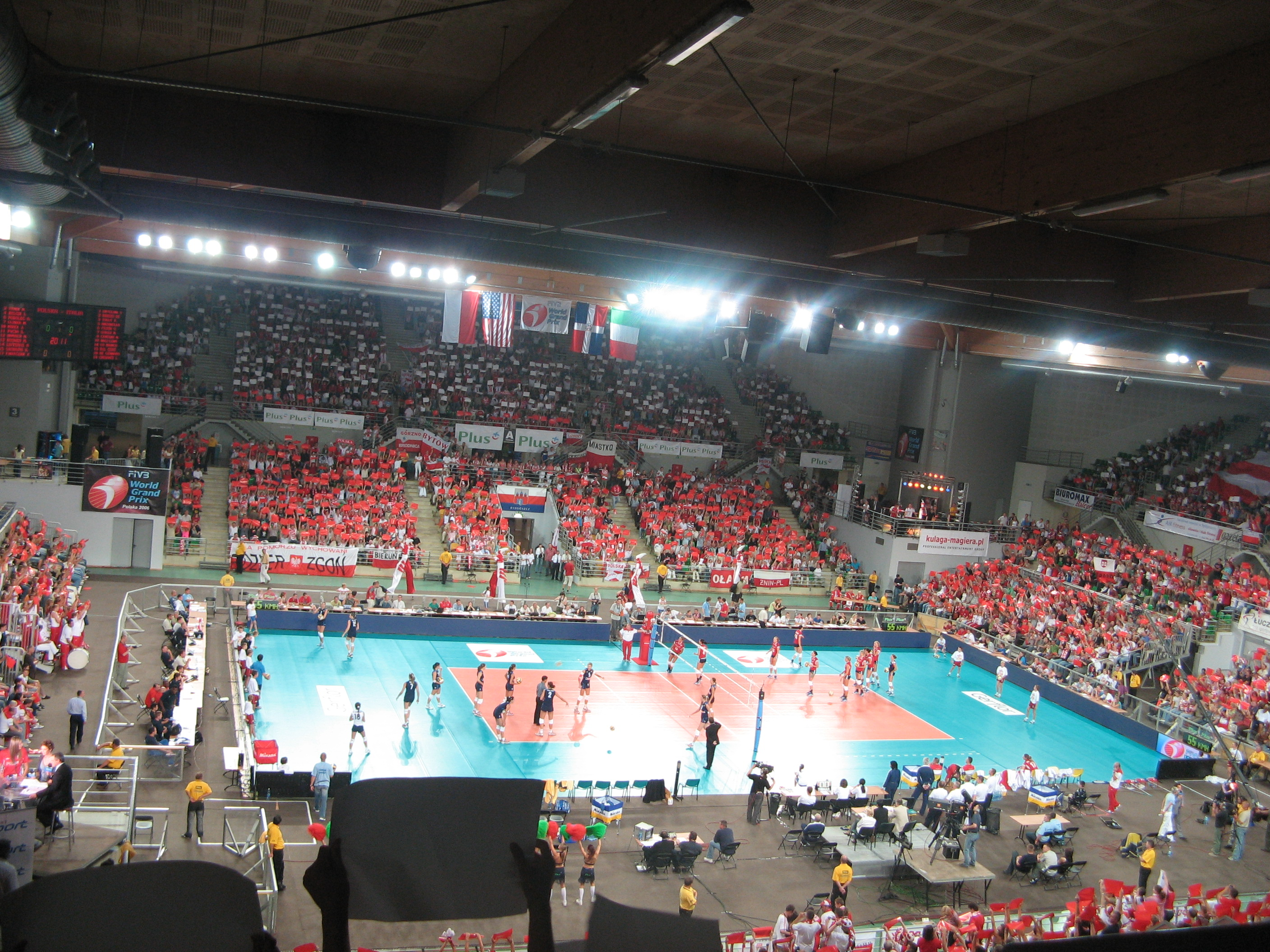
Łuczniczka
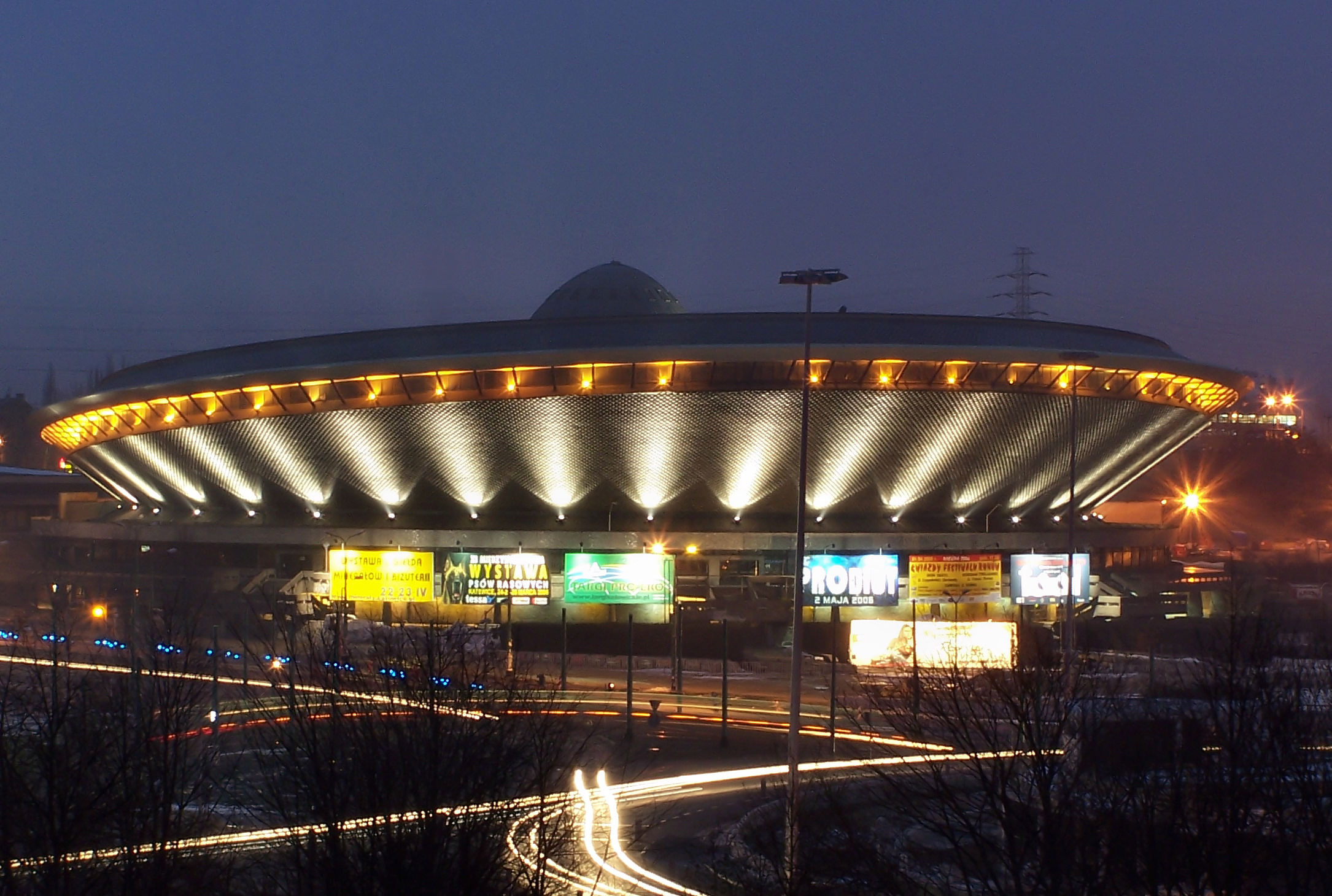
Spodek

## Medien
Alle Spiele mit deutscher Beteiligung und einige weitere Spiele wurden im kostenlosen Livestream beim Internet-Sender laola1.tv übertragen. Außerdem berichtete der Veranstalter mit einem eigenen Account bei Twitter.

## Qualifikation
Neben Gastgeber Polen (zugleich Vierter der letzten Europameisterschaft) waren die Mannschaften, die bei der EM 2007 die Plätze eins bis sieben belegten, automatisch qualifiziert. Das waren Titelverteidiger Italien, Vize Serbien, der Dritte Russland, der Fünfte Niederlande, der Sechste Deutschland und der Siebte Belgien.
In sechs Gruppen mit je vier Teams spielten 24 Mannschaften im Mai und Juni 2008 um die restlichen neun Plätze. Die Gruppensieger qualifizierten sich direkt, die Gruppenzweiten mussten eine zusätzliche Playoff-Runde mit Hin- und Rückspiel bestreiten.
Bei den Turnieren der Gruppe A, die in Tscherkassy und Kakanj stattfanden, konnte sich die Slowakei auch ohne Heimvorteil vor der Ukraine, Bosnien und Portugal durchsetzen.
In Gruppe B, die in Maribor und Opava spielte, blieb Tschechien gegen Slowenien, Albanien und Moldawien ungeschlagen.
In Gruppe C schaffte Spanien bei den Spielen in Buzău und Cáceres den Gruppensieg vor Aserbaidschan, Rumänien und Mazedonien.
Frankreich gab in Gruppe D nur einen Satz ab und qualifizierte sich damit in Mahiljou und Nancy vor  Belarus, Ungarn und Österreich.
In Gruppe E wurde Bulgarien mit Heimvorteil in Gabrowo ungeschlagen Erster vor dem zweiten Gastgeber Kroatien (Zagreb) sowie Estland und Finnland.
Die Türkei gewann die Gruppe F in Netanja und Giannitsa vor Griechenland, Israel und Montenegro.
Bei den Playoff-Spielen im September 2008 setzte sich  Belarus gegen Slowenien ebenso mit 3:1 und 3:0 durch wie Aserbaidschan gegen Griechenland. Kroatien gewann nach einer 2:3-Niederlage in der Ukraine das Rückspiel mit 3:1.